# 大河原美以
大河原 美以（おおかわら みい、1958年 - ）は臨床心理学者。臨床心理士。東京都生まれ。専門は、子どもの心理療法・家族療法。

## 経歴
- 1982年　東北大学文学部哲学科卒業。
  - 虚弱児施設の児童指導員を経験。
- 1991年　筑波大学大学院修士課程教育研究科入学。
  - 精神科思春期外来、スクールカウンセラー、教育センターなどの臨床現場を経験。
- 1997年　東京学芸大学総合教育科学系教育心理学講座助教授。
- 2007年より、東京学芸大学総合教育科学系教育心理学講座教授。

## 主な著作
- 大河原美以(著)　2004　怒りをコントロールできない子の理解と援助：教師と親のかかわり　東京：金子書房
- 大河原美以(著)　2006　ちゃんと泣ける子に育てよう：親には子どもの感情を育てる義務がある　東京：河出書房新社